# Établissement public foncier d'Île-de-France
L’établissement public foncier d’Île-de-France (EPFIF) est un opérateur public foncier (EPF), qui contribue à l’accroissement de l’offre de logements, au soutien du développement économique et à la lutte contre l'habitat indigne aux côtés des collectivités locales. 
Son intervention est gratuite (ni rémunération ni frais financiers). Il a vocation à réguler le marché immobilier en débloquant du foncier à prix maîtrisés sur l'Île-de-France,,.
Il bénéficie d'une fiscalité propre, la taxe spéciale d'équipement, prélevée avec les taxes foncières sur les contribuables franciliens.

## Historique
- Création le 13 décembre 2006[8],[9],[10]
- Rapport de préfiguration en juin 2014, remis par Gilles Bouvelot, Directeur général de l’EPF Île-de-France, à Sylvia Pinel, Ministre du Logement et de l’Égalité des territoires.
- Publication du décret no 2015-525 du 12 mai 2015[11] qui dissout les établissements fonciers des départements des Hauts-de-Seine, du Val-d'Oise et des Yvelines à la date du 31 décembre 2015 étend la compétence de l'établissement à la totalité de l’Île-de-France à compter du 1er janvier 2016.
- Fusion des EPF franciliens (Janvier 2016)
- Adoption d'un nouveau plan pluriannuel d'interventions 2016-2020 en septembre 2016.
- Adoption du plan Pluriannuel d'interventions 2021-2025 (2021)

## Modèle économique et ressources
L’EPF Île-de-France (EPFIF) ne perçoit ni rémunération, ni bénéfice des opérations qu’il engage. Il revend les emprises foncières au prix de revient de l’opération (Coût d’acquisition et frais de portage et de transformation : études préalables, démolition, dépollution). Les cessions de foncier constructible sont la première source de recettes de l'Établissement. La Taxe spéciale d’équipement (TSE) est la ressource fiscale dédiée aux EPF.  

## Territoires de compétences
L’établissement public foncier est compétent sur la totalité de l'Île-de-France sur les territoires des communes avec lesquelles il a signé une Convention d'intervention foncière.

## Activités
L’activité de l'établissement public foncier d'Île-de-France (EPFIF) consiste à permettre la réalisation d’opérations de logements et de développement économique en débloquant du foncier constructible en Île-de-France.
Il intervient également en qualité de pilote des opérations de requalification des copropriétés dégradées d'intérêt national (ORCOD-IN) sur les opérations de Clichy-sous-Bois, Grigny, Mantes-la-Jolie et Villepinte. 

### Libérer du foncier constructible par recyclage urbain
En Ile-de-France, le foncier est très majoritairement déjà bâti. Par l'acquisition, le portage, le remembrement et la démolition des bâtiments, l'EPF Ile-de-France recycle du foncier pour permettre la réalisation de nouveaux projets urbains. La complexité de certaines opérations (droits des sols, nombre de parcelles à maîtriser pour réaliser des projets d’ensemble) rend nécessaire une intervention foncière, notamment pour permettre à la collectivité d’augmenter l’intensité urbaine d’un site. Les interventions foncières permettent de contribuer à l'amélioration du cadre de vie par recyclage urbain des bâtiments obsolètes, il contribue à favoriser le renouvellement urbain et les opérations de réhabilitation. Si ses interventions ciblent à 80% le développement de l'offre de logement, elles favorisent aussi le développement économique, par des commerces en pied d'immeubles, la requalification de zones économiques obsolètes ou la transformation d'immeubles de bureaux. Ce recyclage urbain permet de créer de la nature en ville, une plus grande mixité des usages.
Certaines emprises foncières dont les coûts techniques de dépollution et démolition sont trop élevés, ne sont pas réutilisables par les opérateurs, ce foncier dont le prix est « hors marché », contribue également à accentuer la pénurie de foncier. Ces emprises foncières bénéficient maintenant du fonds friche pour favoriser leurs transformation.

### Contribuer au développement de l'offre de logement
Dans un contexte immobilier marqué par une rareté du foncier constructible, les prix ont triplé en dix ans dans les grandes villes - 20 h TF1 du 28 février 2015], les opérateurs choisissent la programmation qui leur permettra d’amortir le coût du foncier, parfois au détriment de la diversité de l'offre de logements et de son équilibre pour les destinateurs finaux. La mise aux enchères des emprises foncières peut aussi accentuer l'inadéquation de l'offre de logements avec les capacités d’achat d'une part croissante de franciliens. 
L’enjeu de la politique foncière du marché du logement francilien est donc à la fois quantitatif et qualitatif, conformément aux objectifs du Schéma directeur de la région Île-de-France (SDRIF). Il faut à la fois soutenir la construction de logements, y compris celle des logements sociaux, mais aussi le logement intermédiaire et l’accession sociale à la propriété dans les zones tendues d’Île-de-France, en veillant à la bonne distribution de cette offre sur l’ensemble des territoires.

### Réguler les prix du foncier
Le foncier constructible est cédé au prix de revient de l’opération (coût d’acquisition + frais de portage – recettes locatives) et permet aux opérateurs désignés par la collectivité de pratiquer une politique de prix maîtrisés. L’EPF Île-de-France (EPFIF) a également mis en place un dispositif de minoration foncière (application d’une minoration de la charge foncière en fonction du type de logement produit) pour contribuer à favoriser une production à prix maîtrisés, et faciliter la production de logements sociaux.

### Requalifier les copropriétés dégradées
Depuis le 28 janvier 2015, l'EPF Île-de-France pilote la première opération de requalification de copropriétés dégradées ORCOD-IN. Localisée à Clichy sous-Bois, elle concerne près du tiers de la population de Clichy-sous-Bois et associe notamment la Région Ile-de-France, le conseil général de Seine Saint-Denis, la ville de Clichy-sous-Bois, la Caisse-des-dépôts et consignations, l'Agence régionale de santé (ARS), l'Agence régionale de l'habitat (ANAH) et l'Agence de rénovation urbaine.
Depuis le 26 octobre 2016, il a été désigné pour mener l'opération de Grigny 2 (décret no 2016-1439). 
L'EPF Ile-de-France pilote une troisième opération à Mantes-la-Jolie depuis 2020. 
En 2021, Une quatrième opération de requalification des copropriétés dégradées lui a été confiée à Villepinte.

## Chiffres clés
Pour fluidifier l'offre de logements, les établissements publics fonciers cèdent du foncier prêt à l'emploi. Le volume de cessions annuel a permis de produire un logement commencé sur dix.
En 2023,  
- 477 M€ d'acquisitions
- 283 M€ de cessions ( 6 700 logements et 170 000 m² cédés).

Les chiffres 2024 seront communiqués à l'issue du Conseil d'administration du mois de juin 2025

## Modalités d'intervention
L'Établissement public foncier Île-de-France prend des positions foncières pour fabriquer du foncier constructible (prêt à recevoir des constructions ou des aménagements : donc des terrains nus, dépollués, dotés des  autorisations administratives nécessaires), et lutter contre la pénurie de foncier constructible, considérée comme l’une des causes principales de la  crise du logement.
Toute intervention de l’EPF Île-de-France est conditionnée par la signature d’une convention avec la collectivité locale concernée et se décline en deux catégories :
- La maîtrise foncière : acquisition de la totalité d’un site,
- La veille foncière : acquisition de parcelles stratégiques

Ses interventions sont régies par les conventions foncières qu’il signe avec les collectivités locales.

### Conventions d’interventions foncières
Sur l'ensemble de l'Île-de-France, l’EPF Île-de-France est le partenaire de 350 communes et intercommunalités. l'Établissement signe une Convention d'intervention foncière avec chaque collectivité qui définit un périmètre, une durée d'intervention et une enveloppe financière. Les coûts de portage sont gratuits. Les partenaires - commune, intercommunalité - s'engagent sur des éléments de programme à réaliser (mixité sociale, densité, développement durable). Le périmètre défini dans la convention permet de procéder aux acquisitions foncières.

### Acquisitions foncières
L’EPF Île-de-France négocie et achète des emprises foncières. Pendant l’élaboration du projet urbain ou du projet immobilier par la collectivité publique, le foncier est sous maitrise publique.
Il est également co-actionnaire de plusieurs filiales:
- Foncière Commune : fondé en coopération avec Plaine commune, ce véhicule est destiné au portage à long terme d’actifs immobiliers stratégiques (périmètre de la future gare Pleyel du Grand Paris Express),
- SIFAE (avec Action Logement) spécialisé dans la requalification du tissu pavillonnaire,
- Foncière Publique d'Ile-de-France (avec la Banque des Territoires qui investit à long terme en complément de l'action de l'EPF Ile-de-France sur l'Ile-de-France.

### Gestion des biens et durée de portage
Entre l'acquisition et la cession, le foncier fait l'objet d'un portage foncier qui consiste à : 
- assurer la gestion (assurances, gestion locative, gestion des flux, entretien du bien, gardiennage et sécurisation du site et prise en charge des taxes foncières). Les locaux d’activités peuvent être loués, quand leur état le permet, dans le cadre de conventions d’occupation précaire ou de baux ou mis à disposition à des associations œuvrant pour l’hébergement et le relogement.
- accompagner et conseiller la collectivité dans la mise en place de son projet, en réalisant notamment toutes les études utiles (études de sols, études d’impact…).

L’établissement peut assurer les travaux de requalification (démolition, dépollution…). Le temps de portage dépend de l’ampleur et de la complexité du projet.

### Cession
L’EPF Île-de-France revend les biens au porteur de projet désigné par la collectivité ou l'assiste pour organiser la consultation des opérateurs. Le coût du foncier n'est affecté ni par l'inflation des prix de la durée de portage, ni par la rémunération du foncier qui est cédé au prix de revient, et facilite la faisabilité d'opérations à coûts maîtrisés.

## Un levier de la transition écologique
Dans le cadre de sa feuille de route 2021-2025, l'EPF Ile-de-France sous l'impulsion de l'État et de la Région Ile-de-France inscrit son action opérationnelle dans la transformation écologique des territoires, avec une stratégie articulée autour de quatre axes: A (Lutte contre l'artificialisation), B (Préservation de la Biodiversité, (inciter les projets à faible impact carbone), D (Diminuer la quantité de déchets produits par le recyclage urbain). 

## Gouvernance
L'EPF Ile-de-France est administré par un conseil composé de 33 membres qui représentent la région Île-de-France (13 représentants), les départements (8 représentants), la Métropole du Grand Paris (4 représentants), les intercommunalités (4 représentants), et l’État (4 représentants). Les délibérations du Conseil d’administration et du bureau de l’établissement sont soumises à un contrôle de légalité exercé par le préfet de région. Un comptable public issu du ministère des Finances assure la gestion comptable et l’exécution de l’intégralité des dépenses de l’établissement.
Le Conseil d’administration détermine les axes prioritaires d’intervention dans le cadre d'un Plan pluriannuel d'intervention (PPI 2016-2020). 

### Membres du Conseil d’administration
Le 21 septembre 2021, Jean-Philippe Dugoin-Clément a été élu à l'unanimité à la présidence du conseil d'administration.
- Président du conseil d'administration: Philippe Dugoin-Clément

#### Représentants de l’État
1. Pour le ministre des Collectivités locales : Pierre-Antoine Molina, Préfet – Secrétaire Général aux Politiques Publiques IDF (SGAPP).
2. Pour le ministère du Logement : Damien Botteghi, directeur de l’Habitat, de l’Urbanisme et des Paysages (DHUP),
3. Pour le ministre chargé de l’Urbanisme : Emmanuelle Gay, directrice régionale et interdépartementale de l’Équipement et de l’Aménagement IDF,
4. Pour le ministre chargé du Budget : Élise Calais, Adjointe au Sous-Directeur, Direction du Budget – DGFIP,

#### Représentants de la région Île-de-France
1. Gilles Battail, conseiller régional ;
2. Bruno Beschizza, premier vice-président du conseil d'administration, conseiller régional ;
3. Adrien Delacroix, Conseiller régional ;
4. Pierre Deniziot, Délégué spécial;
5. Laurent Jeanne, Délégué spécial ;
6. Benoît Jimenez, conseiller régional ;
7. Hella Kribi-Romdhane, Conseillère régionale ;
8. Jean-Baptiste Marly, conseiller régional ;
9. Xavier Melki, Conseiller régional ,
10. Valérie Pécresse, Présidente du Conseil régional
11. Raphael Qnouch, conseiller régional ;
12. Aurélie Taquilain, Conseillère régionale ;

#### Représentants des départements
1. Eric Berdoatti, vice-président du Conseil départemental des Hauts-de-Seine ;
2. Michel Bournat, vice-président du Conseil départemental de l’Essonne ;
3. Marie-Christine Cavecchi, Présidente du Conseil départemental du Val-d’Oise ;
4. Yann Dubosc, Conseiller Départemental de Seine-et-Marne ;
5. Corentin Duprey, vice-présidente du Conseil départemental de Seine-Saint-Denis ;
6. Lamia AARAJE, adjoint à la Maire de Paris ;
7. Alexandra Rossetti, conseiller départemental des Yvelines ;
8. Marie-Christine Segui, vice-présidente du Conseil départemental de Val-de-Marne ;

#### Représentants de la Métropole du Grand Paris
1. Denis Cahenzli, conseiller métropolitain ;
2. Afaf Gabelotaud, conseillère métropolitaine de la Métropole du Grand Paris ;
3. Djeneta Keita, conseiller métropolitain.
4. Patrick Ollier, président de la Métropole du Grand Paris ;

#### Représentants des EPCI de Grande couronne
1. Eric Braive, Président de la Communauté d’agglomération Cœur d’Essonne;
2. Philippe Descrouet, Président de la Communauté d’agglomération Val d’Europe ;
3. Patrick Imbert, Président de la Communauté de Communes du Val d'Essonne ;
4. Jacques Myard, Vice-président de la Communauté d’agglomération Saint-Germain boucles de Seine ;